# 亞利加尼縣 (馬里蘭州)
亞利加尼縣是美国马里兰州西部的一個縣，北鄰宾夕法尼亚州，南鄰西維吉尼亞州，面積1,113平方公里。根據2020年美國人口普查，共有人口68,106人。縣治坎伯蘭（Cumberland）。該縣成立於1789年，縣名來自莱纳佩人，有兩個說法：一說意思是「美麗的溪流」 (oolikhanna)，另一說是指一個叫Allegwi的部落。